# CODOG

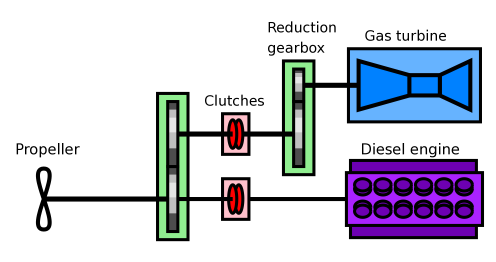
CODOG의 구조

CODOG(COmbined Diesel Or Gas turbine)이란 디젤 엔진과 가스터빈을 조합한 추진 방식. 주로 함선에서 사용된다.
저속 순항시에는 디젤 엔진에 의한 주행(항행)를 하고 고속 주행시는 가스터빈으로 교환하여, 이에 따라 항속 거리와 가속/고속성과의 양립을 도모하는 방식이다.
비슷한 방식으로 CODAG가 있다. 이는 저속 순항시는 디젤 엔진을 사용하고 고속 주행시에는 가스터빈을 병용하는 것이다. 그러나 저속용 디젤 엔진과 고속용 가스터빈은 회전 특성이 크게 다르기 때문에, 둘을 결합하는 기어박스를 만드는 것이 어렵다. 이 문제를 회피하기 위해 CODOG과 같은 엔진을 전환하는 방식이 채용되었다.
당연히, 저속 순항시에는 가스터빈이, 고속 주행시에는 디젤 엔진이 사중(데드 웨이트)이 되는 단점이 있다. 그러나 가스터빈은 경량이어서 저속시의 데드 웨이트는 그렇게 크지 않다. 또 가스터빈만을 장착한 함선의 경우 너무 경량이어서 오히려 문제가 되어 전복 방지를 위해 밸러스트를 적재하는 경우도 있다. 그런 의미에서 데드 웨이트의 문제는 그렇게 크지 않다고 보는 견해도 있다.

## 같이 보기
- 디젤 엔진
- 가스터빈